# Pachyserica janbezdeki
Pachyserica janbezdeki är en skalbaggsart som beskrevs av Ahrens 2006. Pachyserica janbezdeki ingår i släktet Pachyserica och familjen Melolonthidae. Inga underarter finns listade i Catalogue of Life.